# Chelidozoum pararium
Chelidozoum pararium is een mosdiertjessoort uit de familie van de Petalostegidae. De wetenschappelijke naam van de soort is voor het eerst geldig gepubliceerd in 1991 door Gordon & d'Hondt.